# Parallel Bus Interface (PBI)

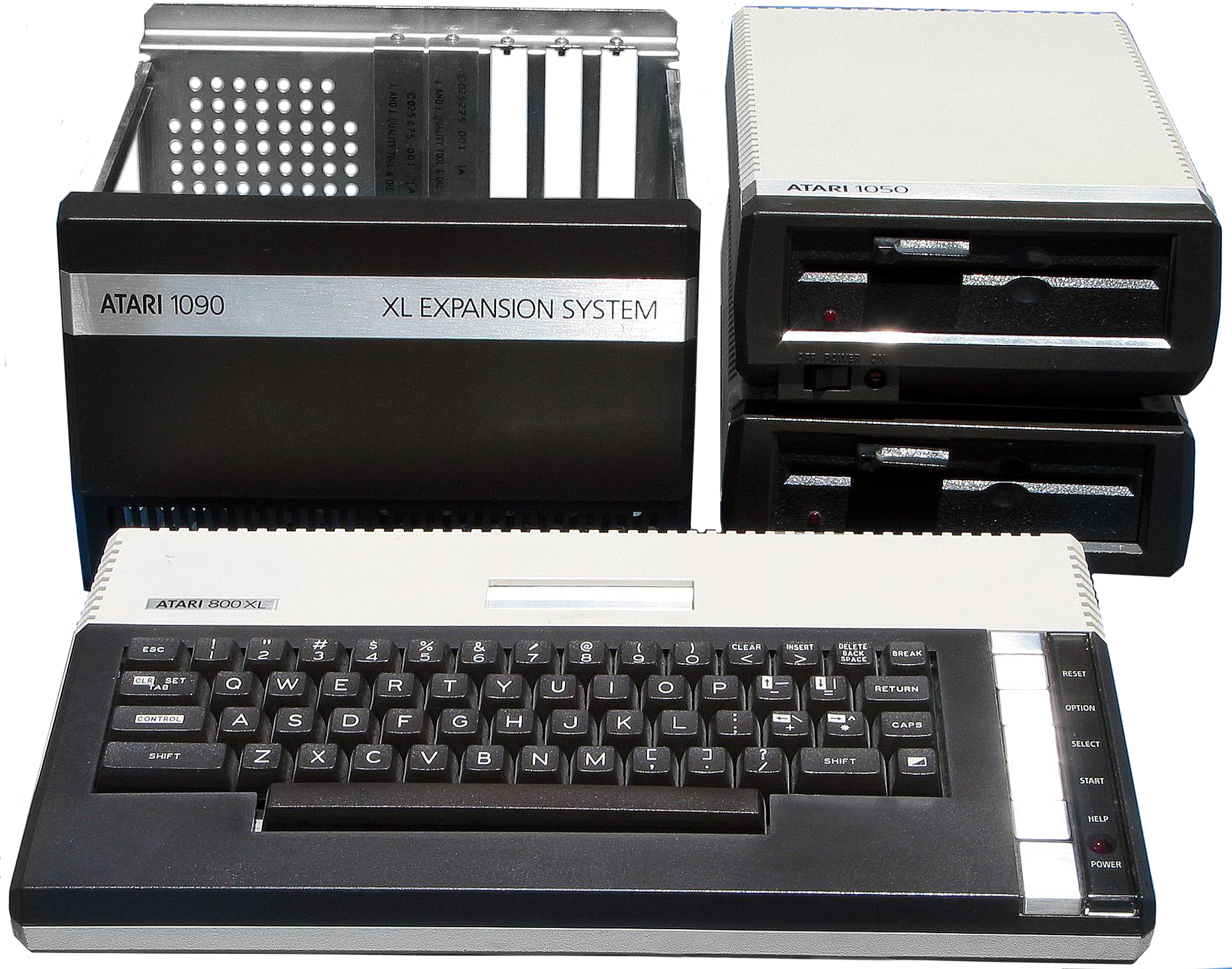
Atari 1090

El Parallel Bus Interface o PBI és un port de 50 pins present als ordinadors Atari 600XL i Atari 800XL. Proporciona accés directe sense buffer a les línies del bus del sistema (direccions, dades i control) corrent a la mateixa velocitat que la CPU MOS Technology 6502.
Part dels ordinadors de la gamma XE venen amb l'Enhanced Cartridge Interface (ECI), un sistema funcionalment similar i compatible a nivell de programari.

## Detalls
Durant l'arrencada en calenta el sistema operatiu dels ordinadors Atari de 8 bits cerca dispositius PBI. Si els troba, carrega el direccionador d'informació en la seua taula de drivers i inicialitza el dispositiu si és necessari. El dispositiu pot utilitzar el Generic Parallel Device Handler que se li proporciona quan l'adreça és carregada en la taula de manejadors.
El dispositiu connectat al PBI obté el seu espai ROM mapeant-se en lloc de les subrutines de punt flotant del sistema operatiu. Mentre que el dispositiu està seleccioneu, no hi ha suport d'operacions en coma flotant. Una vegada deseleccionat, les rutines es restauren.

## Patillatge
| Parallel Bus Interface (PBI) - mirant per darrere |   |   |   |    |    |    |    |    |    |    |    |    |    |    |    |    |    |    |    |    |    |    |    |    |
| 1                                                 | 3 | 5 | 7 | 9  | 11 | 13 | 15 | 17 | 19 | 21 | 23 | 25 | 27 | 29 | 31 | 33 | 35 | 37 | 39 | 41 | 43 | 45 | 47 | 49 |
| 2                                                 | 4 | 6 | 8 | 10 | 12 | 14 | 16 | 18 | 20 | 22 | 24 | 26 | 28 | 30 | 32 | 34 | 36 | 38 | 40 | 42 | 44 | 46 | 48 | 50 |

| Parallel Bus Interface (PBI) - Pinout |                             |     |                                       |
| Pin                                   | TOP                         | Pin | BOTTOM                                |
| 1                                     | GND Ground                  | 2   | External select                       |
| 3                                     | A0 Address output           | 4   | A1                                    |
| 5                                     | A2                          | 6   | A3                                    |
| 7                                     | A4                          | 8   | A5                                    |
| 9                                     | A6                          | 10  | GND                                   |
| 11                                    | A7                          | 12  | A8                                    |
| 13                                    | A9                          | 14  | A10                                   |
| 15                                    | A11                         | 16  | A12                                   |
| 17                                    | A13                         | 18  | A14                                   |
| 19                                    | GND                         | 20  | A15                                   |
| 21                                    | D0 Data (bidirectional)     | 22  | D1                                    |
| 23                                    | D2                          | 24  | D3                                    |
| 25                                    | D4                          | 26  | D5                                    |
| 27                                    | D6                          | 28  | D7                                    |
| 29                                    | GND                         | 30  | GND                                   |
| 31                                    | Phase 2 clock output        | 32  | GND                                   |
| 33                                    | NC Reserved                 | 34  | Reset output                          |
| 35                                    | (IRQ) Interrupt request     | 36  | Ready input                           |
| 37                                    | NC                          | 38  | External decoder output               |
| 39                                    | NC                          | 40  | Refresh output                        |
| 41                                    | Column address output       | 42  | GND                                   |
| 43                                    | MPD Math pack disable input | 44  | Row address strobe                    |
| 45                                    | GND                         | 46  | Latch read/write out                  |
| 47                                    | NC (+5V on 600XL only)      | 48  | NC (+5V on 600XL only, used for 1064) |
| 49                                    | Audio input                 | 50  | GND                                   |

## Dispositius suportats
- Atari 1064 Memory Module - Dissenyat específicament per a l'Atari 600XL actualitza la memòria del 600XL a 64kB. És l'únic dispositiu per a aquest bus llançat per Atari.

- Atari 1090 Expansion System - Dissenyat per a proporcionar ranures d'expansió als ordinadors XL. Mai llançat.

- ICD Multi I/O Board: proporciona un RAMdisk, un port paral·lel d'impressora, un port sèrie, Spool d'impressora i una interfície de disc dur

- CSS Black Box: proporciona una interfície SCSI, un port paral·lel d'impressora, un port sèrie, una controladora d'unitats de disquet i un menú de gestió del sistema.

Aquests dos últims dispositius també suporten l'Enhanced Cartridge Interface (ECI)